# Sjamkir vandkraftværk
Shamkir vandkraftværk er en dæmning med vandkraftværk på floden Kura i det nordvestlige Aserbajdsjan. Anlægget er placeret over Mingetsjevir-dæmning og dens store reservoir.
Vandkraftværket har en istalleret produktionskapacitet på 380 MW.